# 赤津町
赤津町（あかづちょう）は、愛知県瀬戸市東明連区の町名。丁番を持たない単独町名である。

## 地理
- 瀬戸市南東部に位置する[8]。西を東拝戸町・西拝戸町、北を馬ケ城町、東を窯元町、南を中畑町・西窯町と隣接している[8]。
- 瀬戸の代表的陶芸作家の陶房が並ぶ[8]。
- 古瀬戸への峠に樹齢400年といわれる松があり、赤津のシンボルとなっていた[8]が、火災による損傷が原因で立ち枯れてしまい、現在は2代目となっている[9]。

- 現在の大松
- 現在の大松の根元に初代の切り株が残る

### 河川
- 木ノ下川（赤津川支流） ： 町の南東端部、中畑町との境界付近を西流している。

- 木ノ下川（赤津町内）

### 学区
市立小・中学校に通う場合、学区は以下の通りとなる。また、公立高等学校普通科に通う場合の学区は以下の通りとなる。
| 番・番地等 | 小学校                 | 中学校                 | 高等学校 |
| ---------- | ---------------------- | ---------------------- | -------- |
| 全域       | 瀬戸市立にじの丘小学校 | 瀬戸市立にじの丘中学校 | 尾張学区 |

## 歴史

### 町名の由来
かつてこの地は「飽津保（あきつほ）」「飽津（あくつ）」と呼ばれており、これがのちに訛って赤津となったといわれる。瀬戸町と合併して町名を設定する際、赤津の町名がなくなることを恐れた地元の人々は、赤津村の中心地である北窯島と西窯島の一部を赤津町として残すこととされたものである。

### 沿革
この項では、赤津の地名の変遷についても述べる。
- 南北朝時代から戦国時代にかけて、尾張国山田郡「飽津保」として文献に名を残す[13]。
- 江戸時代は、尾張国春日井郡の尾張藩領水野代官所支配の赤津村となった[13]。
- 1880年（明治13年）2月5日 - 春日井郡が東西に分割され、東春日井郡赤津村となる[14][15]。
- 1889年（明治22年）10月1日 - 市制・町村制施行による赤津村となる[14][16]。
- 1925年（大正14年）8月25日 - 赤津村が瀬戸町に編入され、旧赤津村の区域は瀬戸町大字赤津となる[注釈 1][14][17]。
- 1929年（昭和4年）10月1日 - 瀬戸町が市制施行して瀬戸市になり、瀬戸市大字赤津となる[14][17]。
- 1943年（昭和18年）8月9日 - 瀬戸市大字赤津字東女郎前の一部により、同市赤津町として成立。なお、瀬戸市大字赤津は、同日に八王子町・長谷口町・西窯町・東明町・窯元町・太子町・惣作町・小空町・北白坂町・新明町・白坂町・中白坂町・東白坂町・西白坂町・南白坂町・針原町・凧山町・巡間町・鐘場町・門前町・塩草町・東山路町・上山路町・西山路町・山路町・中畑町・赤津町となり消滅する[2][14]。

## 世帯数と人口
2025年（令和7年）2月1日現在の世帯数と人口は以下の通りである。
| 町丁   | 世帯数 | 人口  |
| ------ | ------ | ----- |
| 赤津町 | 57世帯 | 127人 |

### 人口の変遷
国勢調査による人口の推移。
| 1995年（平成7年）  | 194人 | [ 18 ] |  |
| 2000年（平成12年） | 181人 | [ 19 ] |  |
| 2005年（平成17年） | 170人 | [ 20 ] |  |
| 2010年（平成22年） | 148人 | [ 21 ] |  |
| 2015年（平成27年） | 121人 | [ 22 ] |  |
| 2020年（令和2年）  | 129人 | [ 23 ] |  |

### 世帯数の変遷
国勢調査による世帯数の推移。
| 1995年（平成7年）  | 55世帯 | [ 18 ] |  |
| 2000年（平成12年） | 51世帯 | [ 19 ] |  |
| 2005年（平成17年） | 58世帯 | [ 20 ] |  |
| 2010年（平成22年） | 45世帯 | [ 21 ] |  |
| 2015年（平成27年） | 38世帯 | [ 22 ] |  |
| 2020年（令和2年）  | 46世帯 | [ 23 ] |  |

## 交通

### 鉄道
町内に鉄道は走っていない。最寄り駅は、名鉄瀬戸線尾張瀬戸駅になる。

### バス
名鉄バス「本地ヶ原線」
- 【10】瀬戸駅前 - 古瀬戸 - 赤津 系統

名鉄バス「東山線」
- 【11】【12】瀬戸駅前 - 一里塚 - 赤津 系統

以上、2路線3系統共通 ： 大松バス停
- 大松バス停

### 道路
- 愛知県道22号瀬戸環状線 ： 町の東端部を南北に走り、町の南東部の交差点[注釈 2]から県道33号・212号と重複して、町の南部へ至る。
- 愛知県道33号瀬戸設楽線・愛知県道212号窯元東古瀬戸線（重複区間） ： 町の南東部を東西に走っている。県道212号は、町の南東部の交差点[注釈 2]が起点となっている。

- 愛知県道22号・33号標識（赤津町交差点東）
- 愛知県道33号・212号標識（同）

## 施設
- 赤津焼工業協同組合（赤津焼会館）[8] ： 赤津焼の研究資料・民俗資料保存を目的として建設された[24]。
- 飽津窯 宮地生成工房 ： 赤津瓦の屋根を施した、築100年を経た木と土のぬくもりを感じられる心落ち着くギャラリー[25]。
- 菊陶園 ： 粉引、焼〆、御深井、三島など数種類の器を、旧い絵描き場そのままの展示場に展示している[26]。
- ギャラリーてしごと屋 ： 風通しのよい山小屋風のギャラリー。陶器の作品だけでなく、手編みのカゴやリースなど、自然の要素を感じさせる雑貨も展開[27]。
- 拝戸窯 稲山 ： 赤津焼伝統工芸士の窯元。織部・黄瀬戸・御深井等の釉薬や、麦わら手（ラク十草）・織部絵・削ぎ紋の加飾した器の製造販売をしている[28]。
- 喜多窯 霞仙 ： 江戸時代から12代続く赤津焼の窯元。併設のギャラリーでは窯元価格で作品の購入も可能。赤津焼の説明やワークショップも開催[29]。
- 作助窯 ： 150年以上続く、瀬戸赤津の名門窯「作助」。陶祖・加藤四郎佐衛門景正に続き、現在も技を受け継ぎ作陶を続けている[30]。
- 有限会社三陶 ： 歴史ある織部焼窯元。ブランド物から普段使いの器まで、数千点の品揃えが楽しめる[31]。
- 玉樹窯 ： 瀬戸赤津の伝統の意匠を凝らした器が並ぶ。自分用にも、贈り物にも最適な商品を見つけることができる[32]。

- 赤津焼会館
- 飽津窯 宮地生成工房
- 菊陶園
- ギャラリーてしごと屋
- 拝戸窯 稲山
- 喜多窯 霞仙
- 作助窯
- 有限会社三陶
- 玉樹窯

## その他

### 日本郵便
- 郵便番号 : 489-0022[6]（集配局：瀬戸郵便局[33]）。